# Waldburg-Trauchburg

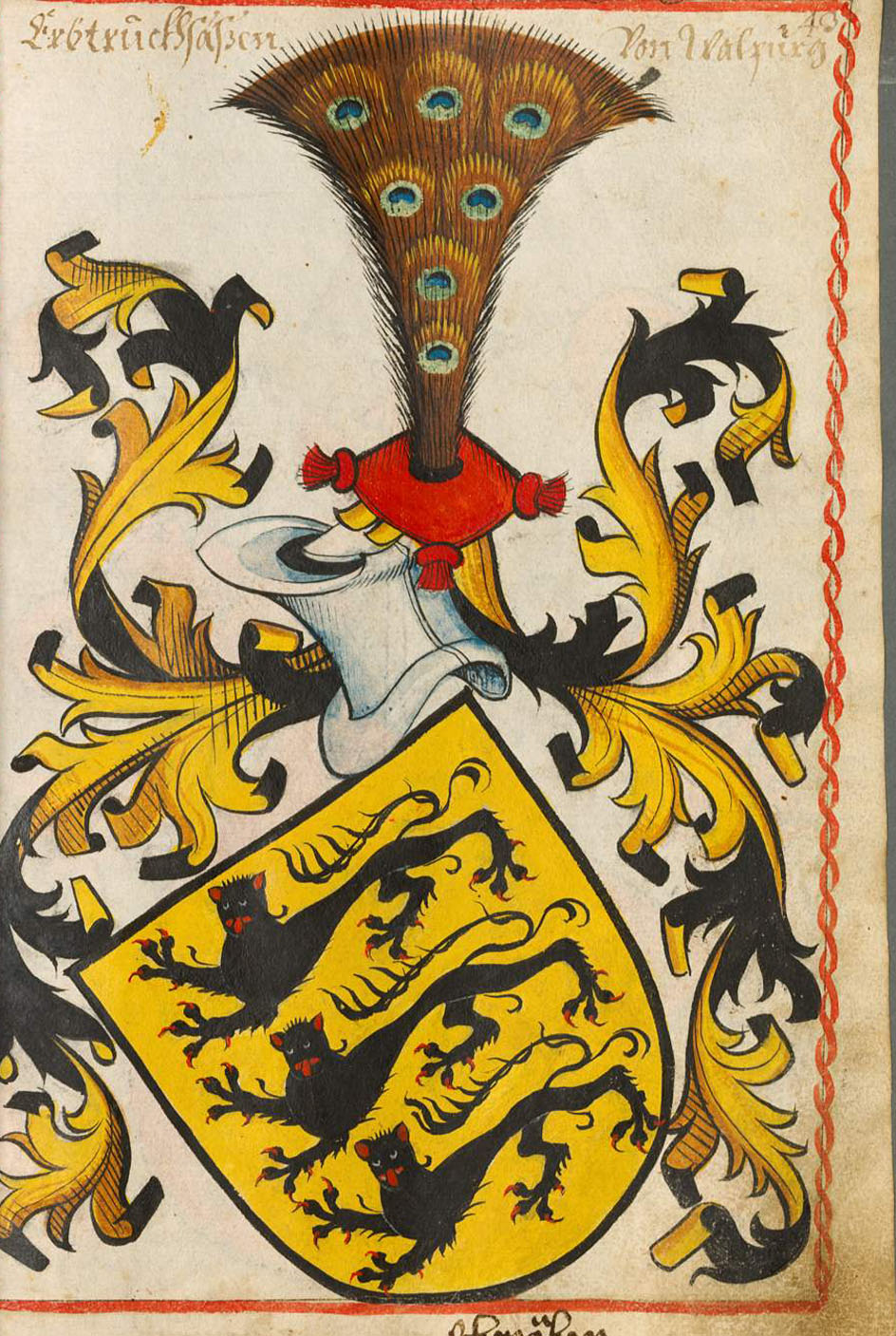
Wappen der Waldburg aus dem Scheiblerschen Wappenbuch von 1450 bis 1480

## Herren von Trauchburg
Die früheren Herren von Trauchburg waren eine Nebenlinie der Freiherren von Rettenberg. Über diese gelangte Trauchburg durch Heirat von Wilibirg mit Wolfrad an die Grafen von Veringen, die es am 3. September 1306 an die Truchsessen von Waldburg verkauften.

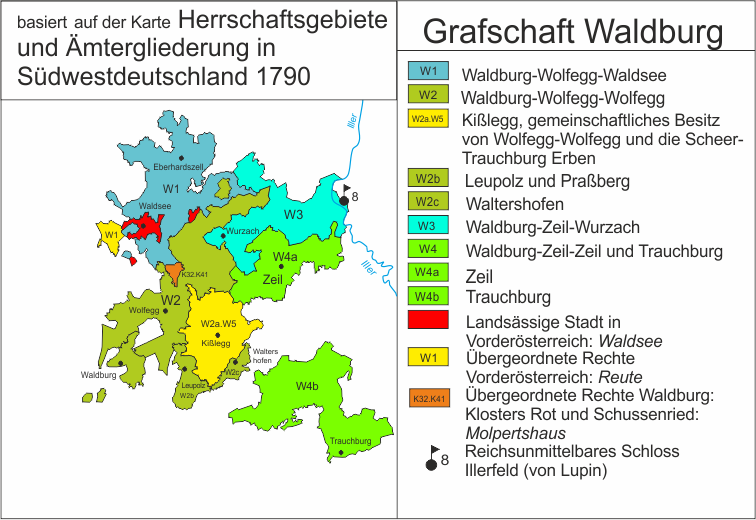
Grafschaft Waldburg um 1790

## Die Waldburger als Regenten in Trauchburg
Das Haus Waldburg teilte sich 1429 in drei Linien auf. Zum ersten in die Eberhardische, zum zweiten in die Jakobische und zum dritten in die Georgische Linie. Trauchburg fiel an die Jakobische Linie, dessen Begründer Graf Jakob I. war. Dessen Enkel Friedrich schloss sich dem Deutschen Orden an, trat dann jedoch wie viele andere Ordensritter zum Protestantismus über und gründete in Ostpreußen die evangelische Nebenlinie Waldburg-Capustigall. Des Grafen Wilhelm des Älteren Sohn Otto von Waldburg war 1543 bis 1573 Bischof von Augsburg. Ottos Neffe Gebhard war 1577 bis 1583 Kurfürst und Erzbischof von Köln. Durch seinen Versuch, das Erzstift Köln in ein weltliches Herzogtum zu verwandeln, verschuldete sich Gebhard so sehr, dass die Linie Trauchburg in den folgenden beiden Jahrhunderten durch erdrückende Hypotheken stets nahe dem Bankrott stand. 1612 teilte sich die Linie Trauchburg in die ältere Linie Friedberg-Scheer und die Linie Trauchburg und nach dem Aussterben der älteren Linie Friedberg-Scheer 1717 erneut in die jüngere Linie Friedberg-Scheer und die jüngere Linie Trauchburg. Nach dem Aussterben der Grafen von Waldburg-Friedberg-Scheer 1764 waren nochmals alle Teile der Jakobischen Linie in einer Hand vereint.
Trauchburg kam nach dem Aussterben der Jakobischen Linie 1772 an die Georgische Linie Waldburg-Zeil und fiel nach deren Mediatisierung schließlich 1810 an das Königreich Bayern.

## Liste der Truchsesse von Waldburg-Trauchburg
- 1429–1460 Jakob I.

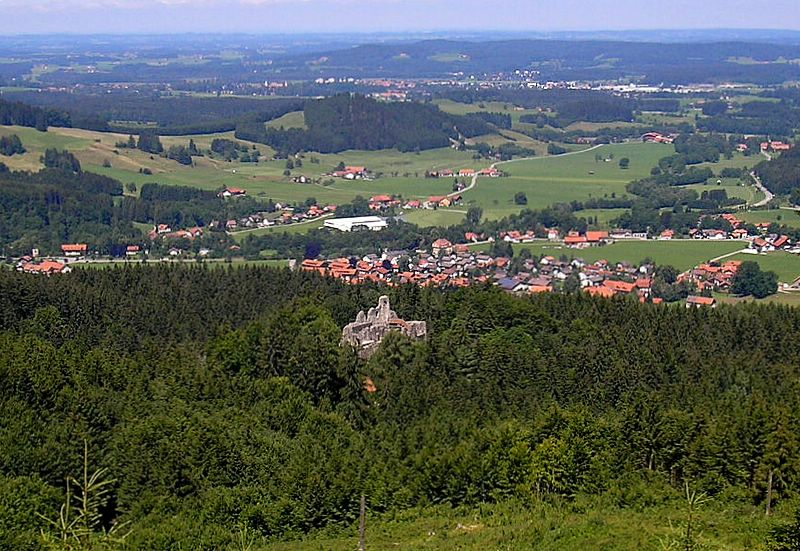
Ruine der Burg Alt-Trauchburg, im Hintergrund die Landesgrenze und Isny

- 1460–1505 Johann, Sohn des Vorigen
- 1505–1505 Jakob II., Sohn des Vorigen
- 1505–1557 Wilhelm der Ältere, Bruder des Vorigen, Vater von Bischof Otto von Augsburg
- 1557–1566 Wilhelm der Jüngere, Sohn des Grafen Wilhelm (des Älteren), Vater von Kurfürst Gebhard von Köln
- 1566–1570 Friedrich, Sohn des Grafen Wilhelm (des Jüngeren)
- 1570–1593 Karl, Bruder des Vorigen
- 1593–1612 Christoph, Bruder des Vorigen, residierte seit 1566 in Friedberg und Scheer
- 1612–1636 Friedrich I., Sohn des Vorigen, seit 1628 Reichsgraf

## Liste der Grafen von Waldburg-Trauchburg

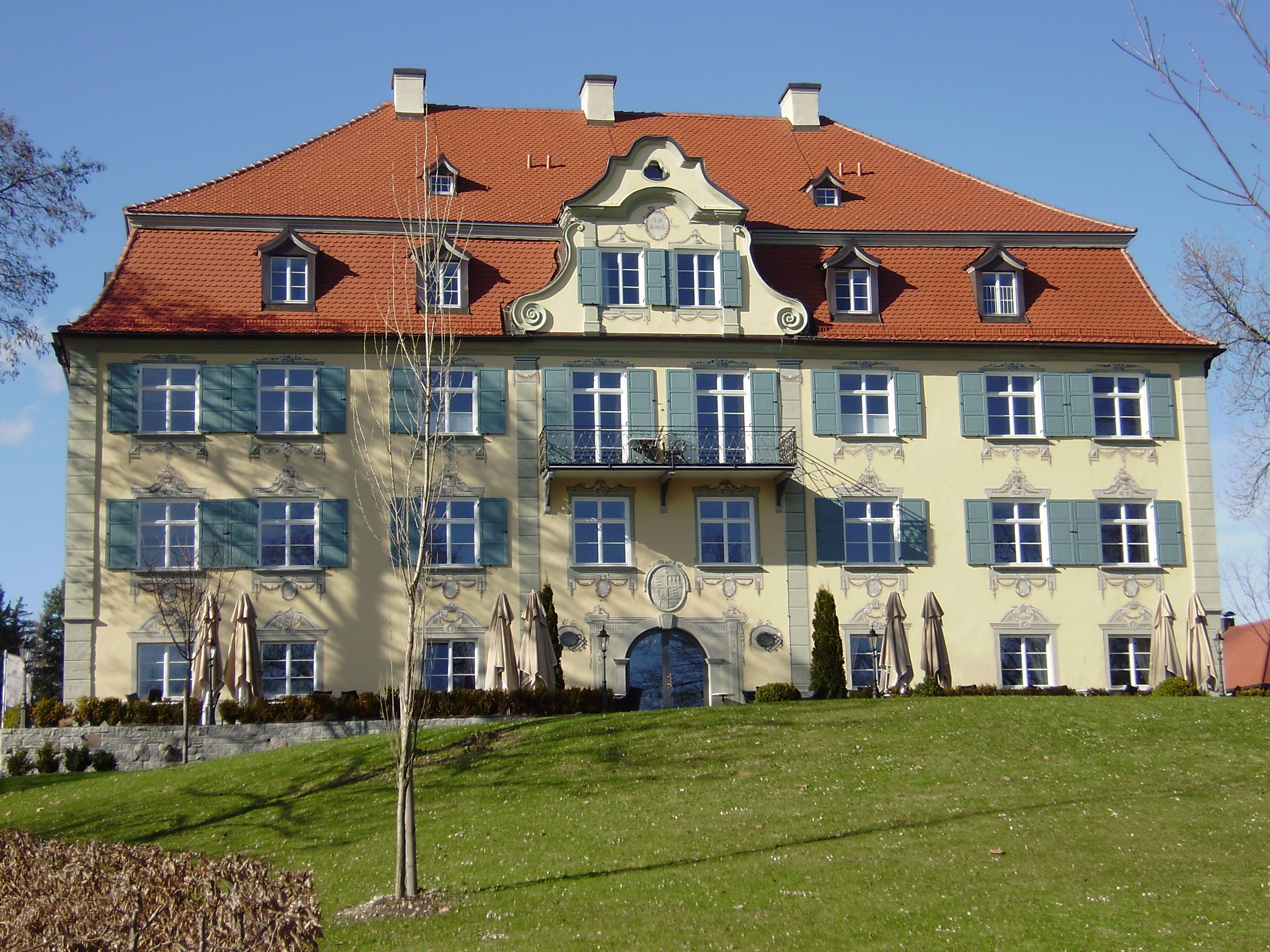
Schloss Neutrauchburg in Isny

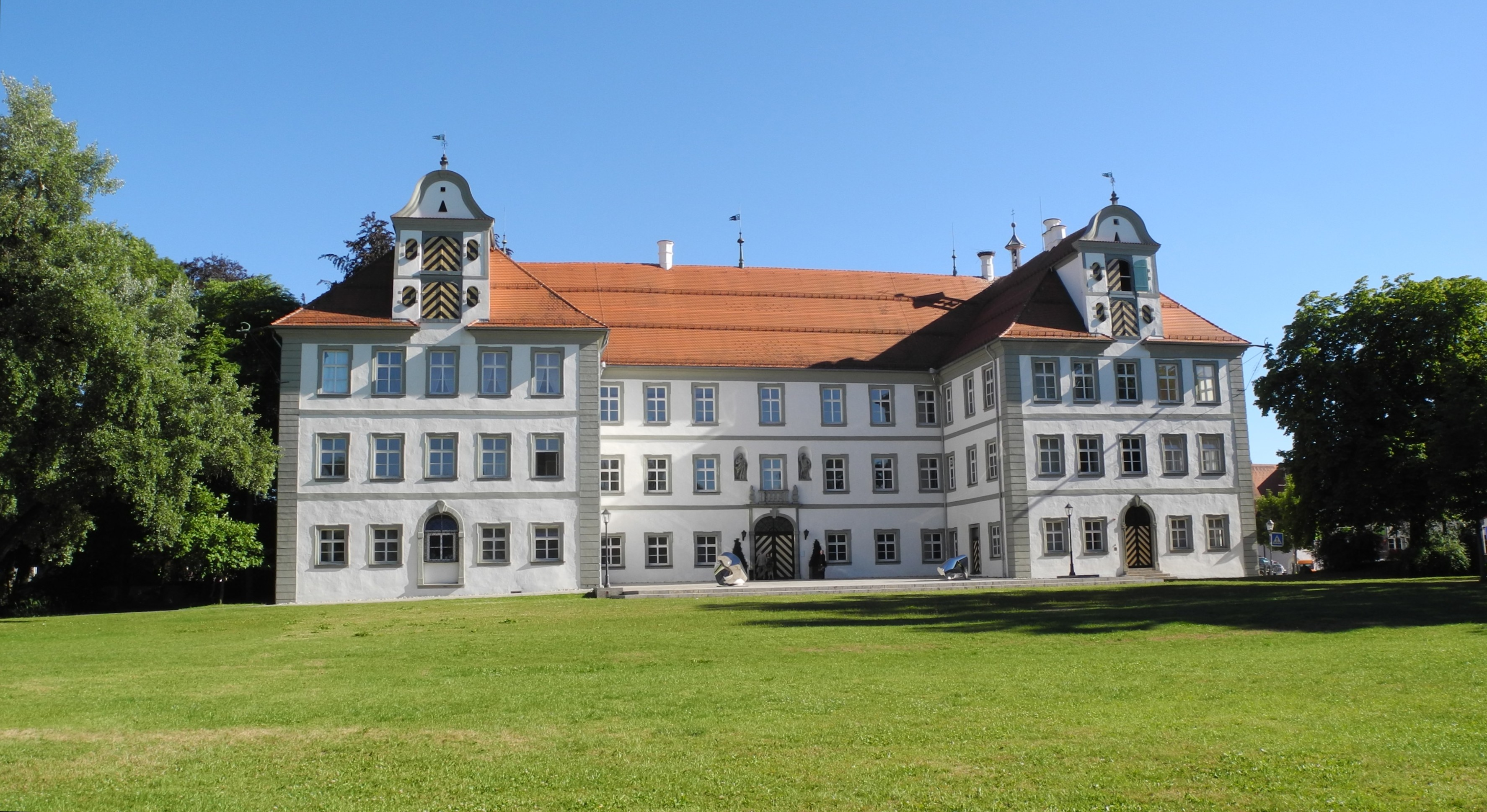
Neues Schloss in Kißlegg, 1721–1727 von Johann Georg Fischer unter Graf Johann Ernst II. von Waldburg-Trauchburg errichtet

- 1636–1687 Johann Ernst I., Sohn des Grafen Friedrich I.
- 1687–1717 Christoph Franz, Sohn des Vorigen
- 1717–1737 Johann Ernst II., Sohn des Vorigen
- 1737–1744 Friedrich Marquard, Sohn des Vorigen
- 1744–1772 Franz Karl Eusebius, Bruder des Vorigen, seit 1742 Fürstbischof von Chiemsee